# شهرستان آیرون، یوتا
شهرستان آیرون، یوتا یکی از شهرستان‌های ایالت یوتا در آمریکاست. طبق آمار سال ۲۰۱۰ از اداره آمار آمریکا، جمعیت این شهرستان برابر با ۴۶.۱۶۳ نفر بوده. همچنین مساحت این شهرستان معادل ۸.۵۵۰ کیلومترمربع است.
مرکز این شهرستان، شهر پارووان است. اسم این شهرستان در ابتدا دره دریاچه کوچک نمک بود که بعدها بخاطر معادن آهن، نامش را به آیرون (به انگلیسی به معنای «آهن») تغییر داد.

## پیوند
- وب‌گاه رسمی